# Sojuz 37
Sojuz 37 (ryska: Союз-37) var en flygning i det sovjetiska rymdprogrammet. Flygningen gick till rymdstationen Saljut 6 och var den sjätte i Interkosmosserien. Farkosten sköts upp med en Sojuz-U-raket från Kosmodromen i Bajkonur den 23 juli 1980. Den dockade med rymdstationen den 24 juli 1980. Den 1 augusti 1980 flyttades farkosten från rymdstationens akterport till stationens främre dockningsport. Farkosten lämnade rymdstationen den 11 oktober 1980. Några timmar senare återinträdde den i jordens atmosfär och landade i Sovjetunionen.